# Cape Geddes
Cape Geddes är en udde i Antarktis. Den ligger på Laurie Island i Sydorkneyöarna. Argentina och Storbritannien gör anspråk på området.
Terrängen inåt land är kuperad åt sydväst, men åt nordost är den platt. Havet är nära Cape Geddes norrut. Trakten är obefolkad.